# Валовой внутренний продукт России
Валовой внутренний продукт России (сокр. ВВП РФ) — макроэкономический показатель, отражающий рыночную стоимость всех конечных товаров и услуг (то есть предназначенных для непосредственного употребления), произведённых за год во всех отраслях экономики на территории России для потребления, экспорта и накопления, вне зависимости от национальной принадлежности использованных факторов производства.

## Динамика ВВП
Динамика ВВП России за 1988—2024 годы представлена в таблице ниже. До 1992 года указывается ВВП РСФСР.
| Год  | ВВП в текущих ценах, млрд рублей | ВВП по ППС (в долл. США) | ВВП в текущих долларах, млрд |
| ---- | -------------------------------- | ------------------------ | ---------------------------- |
| 1988 | 0.534                            | —                        | 797.0                        |
| 1989 | 0.573                            | —                        | 855.0                        |
| 1990 | 0.644                            | 1 188.0                  | 961.0                        |
| 1991 | 1.40                             | 1 166.0                  | 800.0                        |
| 1992 | 19.01                            | 1 019.0                  | 85.6                         |
| 1993 | 171.51                           | 953.0                    | 173.0                        |
| 1994 | 610.75                           | 851.0                    | 255.3                        |
| 1995 | 1 428.5                          | 832.9                    | 310.5                        |
| 1996 | 2 007.8                          | 817.5                    | 392.1                        |
| 1997 | 2 342.5                          | 843.1                    | 404.6                        |
| 1998 | 2 629.6                          | 807.0                    | 268.5                        |
| 1999 | 4 823.2                          | 870.7                    | 195.7                        |
| 2000 | 7 305.6                          | 1 000.6                  | 259.7                        |
| 2001 | 8 943.6                          | 1 074.6                  | 306.5                        |
| 2002 | 10 830.5                         | 1 167.9                  | 345.4                        |
| 2003 | 13 208.2                         | 1 338.7                  | 430.6                        |
| 2004 | 17 027.2                         | 1 473.3                  | 591.0                        |
| 2005 | 21 609.8                         | 1 696.7                  | 766.5                        |
| 2006 | 26 917.2                         | 2 133.2                  | 992.0                        |
| 2007 | 33 247.5                         | 2 377.5                  | 1 299.7                      |
| 2008 | 41 276.8                         | 2 878.2                  | 1 660.8                      |
| 2009 | 38 807.2                         | 2 768.6                  | 1 222.7                      |
| 2010 | 46 308.5                         | 2 927.0                  | 1 524.6                      |
| 2011 | 60 114.0                         | 3 259.3                  | 1 904.3                      |
| 2012 | 68 103.4                         | 3 480.3                  | 2 191.3                      |
| 2013 | 72 985.7                         | 3 741.8                  | 2 290.7                      |
| 2014 | 79 030.0                         | 3 763.5                  | 2 048.8                      |
| 2015 | 83 087.4                         | 3 526.2                  | 1 357.1                      |
| 2016 | 85 616.1                         | 3 539.0                  | 1 278.3                      |
| 2017 | 91 843.2                         | 3 807.1                  | 1 575.2                      |
| 2018 | 103 861.7                        | 4 231.8                  | 1 653.3                      |
| 2019 | 109 608.3                        | 4 579.6                  | 1 694.3                      |
| 2020 | 107 658.1                        | 4 651.4                  | 1 488.6                      |
| 2021 | 134 727.5                        | 5 732.4                  | 1 829.0                      |
| 2022 | 156 941.0                        | 6 009.1                  | 2 285.0                      |
| 2023 | 176 413.9                        | 6 452.3                  | 2 063.2                      |
| 2024 | 201 152.1                        | 6 921.0                  | 2 167.0                      |

### С 1990-х по 1998 год
Из-за экономического кризиса позднего СССР с последующим распадом страны Российская Федерация получила экономику в плачевном состоянии, в том числе из-за нарушения экономических связей с бывшими республиками.

### С 1998 по 2008 год
После финансового кризиса 1998 ВВП России начал неуклонно расти. Несмотря на это, номинальный ВВП России в долларах США оставался ниже своего исторического максимума вплоть до 2006 года. Реальный ВВП по ППС достиг значения 1990 года лишь к концу 2007 года. Однако, структура экономики СССР и России кардинально отличалась:
- Потребитель теперь не «советский человек», а основным мотивом потребления и извлечения прибыли является выгода, а не какие-то абстрактные принципы. Теперь Россия — страна абсолютно либеральная и большинство её граждан исповедует принцип anything goes[6].
- В СССР в начале 1980-х годов доля промышленности составляла 58,6 % валового общественного продукта. Сфера услуг и финансовый сектор составляли малую часть экономики. Спустя 25 лет эти сектора являются основой экономики и роста экономических показателей[6].
- Снизилось внутреннее потребление ресурсов — нефти — на 31 %, стали — на 46 %, угля — в 2,7 раза, что связано с деиндустриализацией[6].
- В СССР при замкнутом хозяйственном цикле производились практически любые товары, невзирая на издержки, а в России экономика абсолютно рациональна[6].
- Высокая степень глобализации — оборот внешней торговли СССР в 1985 году составлял 10,1 % валового общественного продукта, а в России, в 2015-м он достиг в рыночных ценах почти 43,5 % ВВП[6].
- В СССР затраты на оборону составляли большую часть экономики и были трудноотделимы от производства иной продукции[7].
- Выросло неравенство. В 1985 году 1 % населения получал 4-5 % всех доходов, а в 2005-м уже 24-26 %[8].
- Произошёл спад производств. Так, в 2007 году машиностроение и металлообработка выпускали продукцию в размере 67,6 % от показателя 1990 года[9].

##### Удвоение ВВП за 10 лет
«Удвоение ВВП за 10 лет считается одним из основных направлений российской политики», — объявил президент России Владимир Путин в Послании Федеральному собранию от 16 мая 2003 года. Для выполнения этой задачи было бы достаточно роста реального ВВП на 7,2 % в год. В постоянных ценах 2008 года за десять лет рост показателя составил около 76 %, при этом рост экономики до 2008 года (начало мирового экономического кризиса), по мнению бывшего министра финансов РФ Алексея Кудрина, соответствовал поставленной задаче:
Чтобы удвоиться, надо было каждый год идти 7,2 %. И мы шли этим темпом. Могу сказать сейчас общую цифру — включая с 2000 года по 2014 год, мы получили примерно 94 %. Пусть не за 10 лет, а за 15, но мы близки к удвоению ВВП страны.Алексей Кудрин
По данным Всемирного банка ВВП РФ на душу населения в постоянных ценах 2011 года в 1998 году составил $11 917,8. В 2008 году этот же показатель составил 24 005,9, что в два раза выше показателя 1998 года. Однако с 2003 по 2013 год рост реального ВВП РФ с учётом инфляции составил лишь 48,2 %, за аналогичный период с 2001 по 2010 год — 59,2 %, а за период с 2000 по 2014 год — около 76 %.

### С 2008 по 2014 год
В августе 2008 года до России докатился мировой финансовый кризис. Несмотря на падение ВВП в IV квартале, в целом за год было достигнут рост ВВП на 5,6 % (позднее был скорректирован до 5,2 %). Однако в 2009 году ВВП впервые с кризиса 1998 года упал сразу на 7,9 %.
В последующие четыре года российский ВВП уже не вернулся к докризисным темпам роста. Наоборот, после некоторого восстановления после кризиса, темпы роста год от года начали снижаться: в 2010 году — рост ВВП 4,5 %, 2011 — 5,2 %, 2012 — 3,5 %, 2013 — 1,3 %.

### С 2014 пон.в.
В 2014 году рост ВВП составил 0,6 % вместо планировавшихся 2,5 %. Рецессия началась в ноябре 2014, когда было зафиксировано первое снижение ВВП на 0,5 %, по сравнению с ноябрём 2013 года. По итогам третьей оценки Росстата в декабре 2015 года ВВП России в 2014 году вырос на 0,7 %.
В конце 2014 г. Минэкономразвития допустило падение ВВП в 2015 году на 0,8 %, а Центробанк спрогнозировал падение ВВП на 4,8 %, если среднегодовая цена за баррель нефти составит $60. В поправках к государственному бюджету, принятых в апреле 2015 года, предполагается снижение ВВП на 3 %.
За первое полугодие 2015 года снижение ВВП составило 3,5 % в годовом выражении, причём в I квартале падение составило 2,2 %, а во II квартале — 4,7 % по данным Внешэкономбанка, или 5—5,5 % год к году по данным ВШЭ. В итоге в 2015 году по данным Росстата падение ВВП составило 3,7 %. А в феврале 2017 года Росстат пересмотрел расчёты ВВП за 2015 год и улучшил его итоги — экономика потеряла не 3,7 %, как сообщалось ранее, а 2,8 %. Причиной столь значительного изменения было названо поздно поступающие в Росстат данные. В декабре 2018 года Госстат в пятый раз пересмотрел значение ВВП за 2015 год. По новым данным в 2015 г. снижение составило не 2,8 %, а 2,5 %.
В 2016 году Минэкономразвития ожидал рост ВВП на 0,7 %, при условии среднегодовых цен на нефть не ниже 50 $ за баррель. Всемирный банк прогнозировал падение ВВП России на 0,7 %, при цене на нефть около 49,4 $.
По данным Росстата, фактическое снижение ВВП России в 2016 году составило 0,2 %. В декабре 2018 года Госстат пересмотрел значение ВВП за несколько лет, в том числе и за 2016 год. Вместо снижения ВВП на 0,2 %, у статистиков получился рост на 0,3 %.
В 2017 году, по оценке зампреда Правительства И. Шувалова, при благоприятных условиях (цены на нефть и неиспользование резервов) ВВП может вырасти на 1,4—2,0 %. В итоге, по подсчетам Росстата, рост ВВП России в 2017 году составил 1,5 %. В декабре 2018 года Госстат пересмотрел значение ВВП за 2015—2017 годы: за 2017 год показатель был улучшен с 1,5 до 1,6 %.
2018 год:
в начале 2019 года Минэкономразвития РФ опубликовало оценку роста ВВП РФ в 2018 году на уровне 2 %; это существенно больше, чем прогнозировалось; 29 января ведомство выступило с разъяснениями: «нетипично большое расхождение данных» статистики по инвестициям в здания и сооружения и строительству, которые обычно тесно связаны между собой, было вызвано крупными нефтегазовыми проектами в Ямало-Ненецком автономном округе, в первую очередь «Ямал СПГ».
4 февраля Росстат дал первую оценку роста ВВП России за 2018 год: объём ВВП составил 103,6 триллиона рублей, что превышает показатель предыдущего года 2,3 % (такого роста годового ВВП в Российской Федерации не было с 2012 года, когда экономика страны увеличилась на 3,7 %); наибольшие изменения за 2018 год произошли в строительной области, которая выросла на 4,7 %.
Рост ВВП России в 2019 году немного замедлился и составил 1,3 %
Прогноз на 2021: 2,7 % (прогноз ОЭСР)
В 2022 году ВВП упал на 1,2 %.
Согласно данным Минэкономразвития в апреле 2023 года впервые за год был зафиксирован рост ВВП на 3,3 %. На увеличение данного показателя повлияли рост в сфере обрабатывающего производства на 8 %, промпроизводства на 1,8 %, нефтеперерабатывающего комплекса на 15,9 %.
По итогам 2023 года рост ВВП России составил 3,6 %. Согласно прогнозам Международного валютного фонда, в 2024 году этот показатель увеличится на 3,2 %, а в 2025-м — 1,8 %. По информации Всемирного банка ВВП РФ вырастет в 2024 году на 2,2 %, а в 2025-м — 1,1 %.
В мае 2024 Еврокомиссия улучшила свой прогноз по ВВП на этот год с 1,6 % до 2,9 %. Поводом для этого стали улучшившиеся деловые настроения в России и выросшее до максимального с 2014 года уровня доверие потребителей. На фоне переориентации торговых маршрутов в Азию данные показатели, по мнению ЕК, продолжат расти.
В конце августа 2024 года министр финансов РФ Антон Силуанов сообщил, что рост ВВП превысит показатель 2023 года в 3,6 % и составит 3,9 %.
По данным умеренно-консервативного прогноза Минэкономразвития России суммарный рост ВВП РФ в период с 2024 по 2027 годы составит 13 %: на 3,9 % — в 2024 году; на 2,5 — в 2025 году; на 2,6 — в 2026 году и на 2,8 % в 2027 году. В номинальном выражении ВВП в 2024 достигнет 196 трлн рублей (что почти в два раза выше показателей 2020 года), а в 2027 году — 250 трлн рублей. Основными источниками экономического роста прогнозируются инвестиции (до 30 %) и увеличение потребительского спроса (около 60 %).
По информации премьер-министра РФ Михаила Мишустина, в 2024 году году номинальный размер ВВП страны вырос на 4,1 % и достиг исторического максимума в 200 трлн рублей. Увеличению способствовал интенсивный рост в сфере обрабатывающей промышленности.
Согласно уточненной в апреле 2025 года оценке Росстата, за 2024 год ВВП РФ вырос на 4,3 %, составив в абсолютном выражении 201,15 трлн руб. Увеличению ВВП способствовал рост объёма добавленной стоимости в сферах информации и связи — 12 %, гостиниц и ресторанов — 9,6 %, обрабатывающих производств — 7,6 %.

## ВВП по паритету покупательной способности

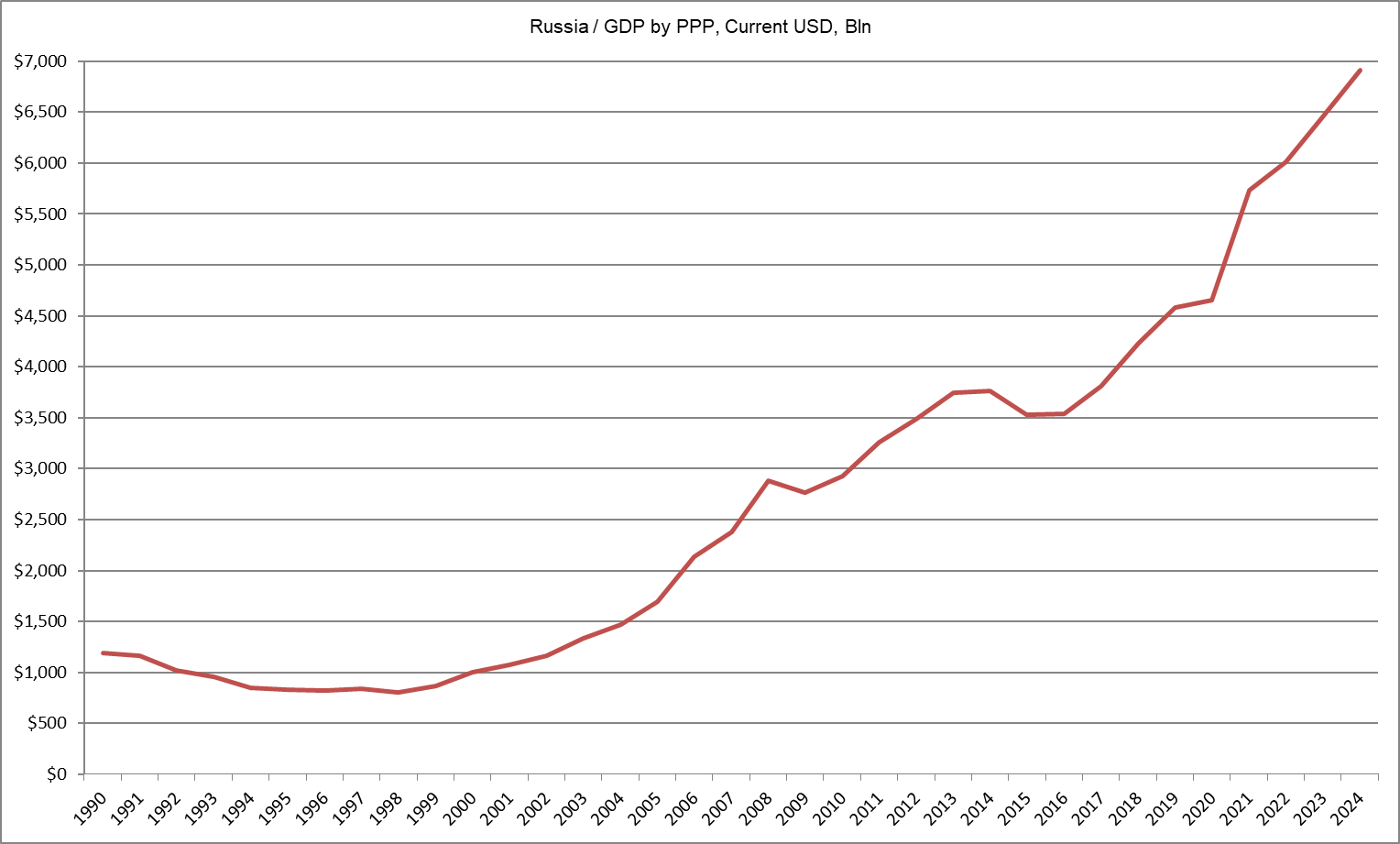

Для сравнения экономических показателей России и других стран используют значения ВВП, пересчитанные с учётом паритета покупательской способности (ППС) национальной валюты. По состоянию на 2023 год ППС рубля для целей расчёта ВВП составлял 26,68.
| Годы | ВВП по ППС, $ на душу населения в текущих ценах |
| ---- | ----------------------------------------------- |
| 1990 | 8 027,8                                         |
| 1995 | 5 613,3                                         |
| 2000 | 6 825,4                                         |
| 2005 | 11 822,4                                        |
| 2010 | 20 490,0                                        |
| 2014 | 25 687,9                                        |
| 2021 | 31 491,0                                        |
| 2024 | 47 405.0                                        |

ВВП по ППС за 2024 г. по данным МВФ:
| Государство | Место | ВВП по ППС, в текущих млрд $ |
| ----------- | ----- | ---------------------------- |
| Китай       | 1     | 37 070                       |
| США         | 2     | 29 170                       |
| Индия       | 3     | 16 025                       |
| Россия      | 4     | 6 921                        |
| Япония      | 5     | 6 570                        |
| Германия    | 6     | 6 020                        |
| Бразилия    | 7     | 4 702                        |
| Индонезия   | 8     | 4 662                        |

Страны Большой двадцатки в списке ВВП (по ППС) на душу населения за 2024 год:
| Государство       | Место | $ в год на человека |
| ----------------- | ----- | ------------------- |
| США               | 8     | 86 601              |
| Германия          | 19    | 70 930              |
| Австралия         | 20    | 69 475              |
| Франция           | 22    | 65 940              |
| Саудовская Аравия | 25    | 63 118              |
| Республика Корея  | 26    | 62 960              |
| Канада            | 27    | 62 766              |
| Великобритания    | 28    | 62 574              |
| Италия            | 29    | 60 993              |
| Япония            | 36    | 53 059              |
| Россия            | 43    | 47 405              |
| Турция            | 54    | 40 283              |
| Аргентина         | 69    | 28 704              |
| КНР               | 73    | 26 310              |
| Мексика           | 76    | 24 971              |
| Бразилия          | 80    | 22 123              |
| Индонезия         | 102   | 16 542              |
| ЮАР               | 106   | 15 723              |
| Индия             | 122   | 11 112              |

## ВВП на душу населения

Динамика роста ВВП (ППС) на душу населения России и других крупнейших государств, образованных в результате распада СССР (Всемирный банк)

Объём ВВП на душу населения по ППС за 2024 год в России равен $47 405. Начиная с 1991 года — времени существования Российской Федерации — ВВП на душу населения России по ППС вырос в 2,56 раза (в постоянных ценах с учётом инфляции) и номинально — в 5,85 раза.

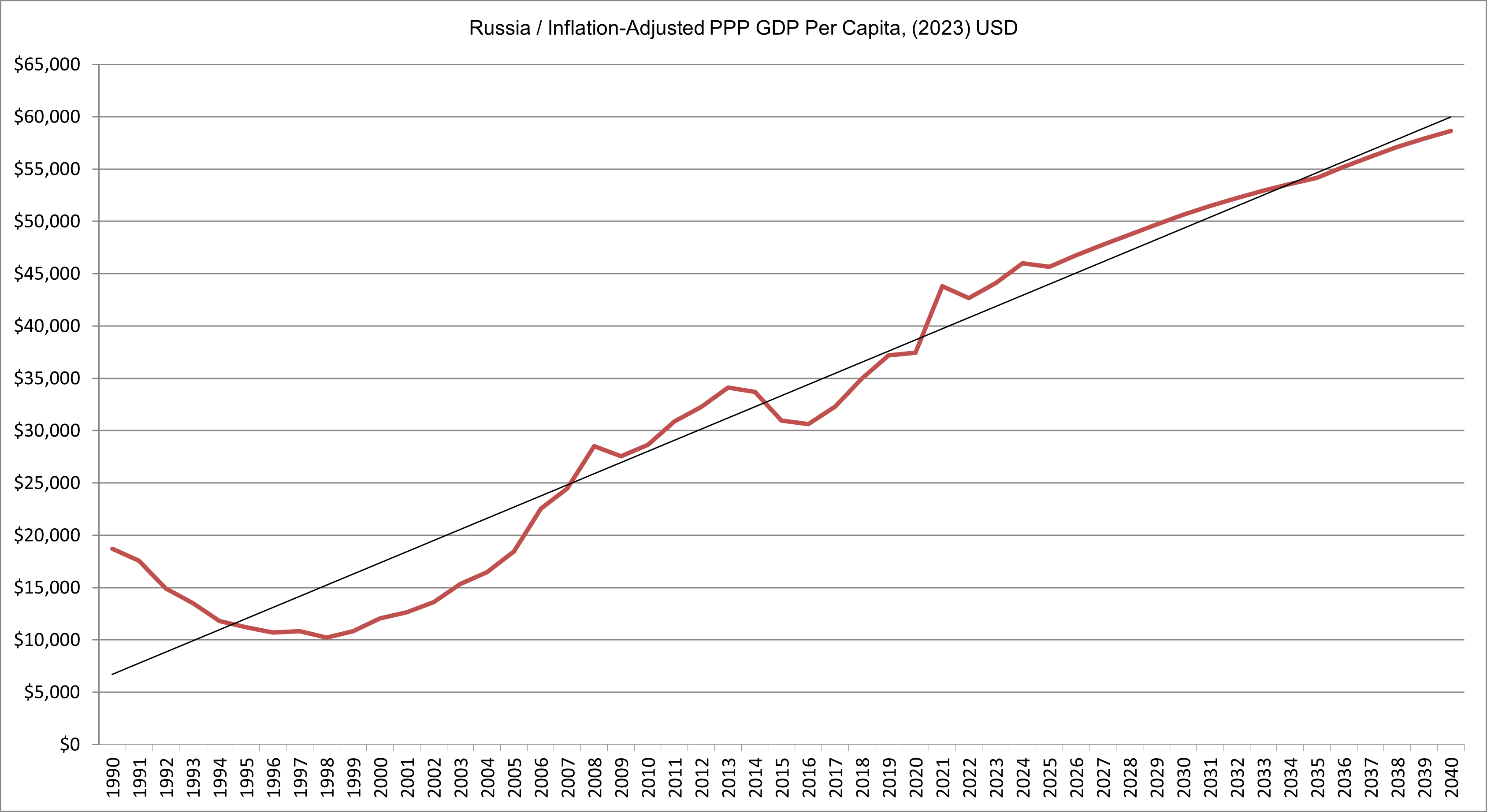

## Основные экономические показатели
Основные экономические показатели России за 1992—2024 года по данным МВФ и Росстата.
| Год  | ВВП (в текущих ценах, млрд ₽) | ВВП (ППС) (в млрд долл. США) | ВВП (номинал) (в млрд долл. США) | ВВП на душу населения (ППС) (в долл. США) | ВВП на душу населения (номинал) (в долл. США) | Рост ВВП (реальный) | Уровень инфляции (в %) | Средняя Безработица (в %) | Консолидированный Государственный долг (в % от ВВП) |
| ---- | ----------------------------- | ---------------------------- | -------------------------------- | ----------------------------------------- | --------------------------------------------- | ------------------- | ---------------------- | ------------------------- | --------------------------------------------------- |
| 1992 | 19                            | 1 019.0                      | 85.6                             | 6 862                                     | 576                                           | -14.5 %             | 2 508 %                | 0005.1 %                  | н/д                                                 |
| 1993 | ▲ 172                         | 953.0                        | 173.0                            | 6 419                                     | 1 165                                         | -8.7 %              | 839.9 %                | 0005.8 %                  | н/д                                                 |
| 1994 | ▲ 611                         | 851.0                        | 255.3                            | 5 735                                     | 1 720                                         | -12.5 %             | 215.1 %                | 0008.0 %                  | н/д                                                 |
| 1995 | ▲ 1.429                       | 832.9                        | 310.5                            | 5 613                                     | 2 093                                         | -4.1 %              | 131.3 %                | 0009.2 %                  | н/д                                                 |
| 1996 | ▲002.008                      | 817.5                        | 392.1                            | 5 518                                     | 2 646                                         | -3.6 %              | 21.8 %                 | 0009.4 %                  | н/д                                                 |
| 1997 | ▲002.343                      | 843.1                        | 404.6                            | 5 700                                     | 2 735                                         | 1.4 %               | 11.0 %                 | 00011.1 %                 | 66.1 %                                              |
| 1998 | ▲002.630                      | 807.0                        | 268.5                            | 5 465                                     | 1 818                                         | -5.3 %              | 84.4 %                 | 00012.3 %                 | 90.3 %                                              |
| 1999 | ▲004.823                      | 870.7                        | 195.7                            | 5 914                                     | 1 329                                         | 6.4 %               | 36.5 %                 | 00012.5 %                 | 93.1 %                                              |
| 2000 | ▲007.306                      | 1 000.6                      | 259.7                            | 6 826                                     | 1 772                                         | 10.0 %              | 20.2 %                 | 0009.9 %                  | 55.9 %                                              |
| 2001 | ▲008.944                      | 1 074.6                      | 306.5                            | 7 361                                     | 2 100                                         | 5.1 %               | 18.6 %                 | 0008.9 %                  | 44.4 %                                              |
| 2002 | ▲010.831                      | 1 167.9                      | 345.4                            | 8 037                                     | 2 377                                         | 4.7 %               | 15.1 %                 | 0008.6 %                  | 37.6 %                                              |
| 2003 | ▲013.208                      | 1 338.7                      | 430.6                            | 9 255                                     | 2 977                                         | 7.3 %               | 12.0 %                 | 0008.3 %                  | 28.3 %                                              |
| 2004 | ▲017.027                      | 1 473.3                      | 591.0                            | 10 226                                    | 4 102                                         | 7.2 %               | 11.7 %                 | 0008.4 %                  | 20.8 %                                              |
| 2005 | ▲021.610                      | 1 696.7                      | 766.5                            | 11 822                                    | 5 341                                         | 6.4 %               | 10.9 %                 | 0007.2 %                  | 16.5 %                                              |
| 2006 | ▲026.917                      | 2 133.2                      | 992.0                            | 14 912                                    | 6 934                                         | 8.2 %               | 9.0 %                  | 0006.9 %                  | 11.2 %                                              |
| 2007 | ▲033.248                      | 2 377.5                      | 1 299.7                          | 16 642                                    | 9 101                                         | 8.5 %               | 11.9 %                 | 0005.8 %                  | 9.4 %                                               |
| 2008 | ▲041.277                      | 2 878.2                      | 1 660.8                          | 20 164                                    | 11 635                                        | 5.2 %               | 13.3 %                 | 0007.2 %                  | 8.9 %                                               |
| 2009 | ▼038.807                      | 2 768.6                      | 1 222.7                          | 19 390                                    | 8 563                                         | -7.8 %              | 8.8 %                  | 0008.6 %                  | 12.2 %                                              |
| 2010 | ▲046.309                      | 2 927.0                      | 1 524.6                          | 20 490                                    | 10 673                                        | 4.5 %               | 8.8 %                  | 0007.7 %                  | 11.3 %                                              |
| 2011 | ▲060.114                      | 3 259.3                      | 1 904.3                          | 22 799                                    | 13 321                                        | 4.3 %               | 6.1 %                  | 0006.8 %                  | 11.5 %                                              |
| 2012 | ▲068.103                      | 3 480.3                      | 2 191.3                          | 24 303                                    | 15 302                                        | 4.0 %               | 6.6 %                  | 0005.7 %                  | 11.6 %                                              |
| 2013 | ▲072.986                      | 3 741.8                      | 2 290.7                          | 26 074                                    | 15 962                                        | 1.8 %               | 6.5 %                  | 0005.7 %                  | 12.7 %                                              |
| 2014 | ▲079.030                      | 3 763.5                      | 2 048.8                          | 26 190                                    | 14 257                                        | 0.7 %               | 11.4 %                 | 0005.4 %                  | 14.5 %                                              |
| 2015 | ▲083.087                      | 3 526.2                      | 1 357.1                          | 24 102                                    | 9 276                                         | -2.0 %              | 12.9 %                 | 0005.6 %                  | 15.3 %                                              |
| 2016 | ▲086.043                      | 3 539.0                      | 1 278.3                          | 24 128                                    | 8 715                                         | 0.2 %               | 5.4 %                  | 0005.6 %                  | 16.1 %                                              |
| 2017 | ▲091.843                      | 3 807.1                      | 1 575.2                          | 25 978                                    | 10 748                                        | 1.8 %               | 2.5 %                  | 0005.2 %                  | 15.1 %                                              |
| 2018 | ▲103.862                      | 4 231.8                      | 1 653.3                          | 28 811                                    | 11 256                                        | 2.8 %               | 4.3 %                  | 0004.8 %                  | 13.9 %                                              |
| 2019 | ▲109.608                      | 4 579.6                      | 1 694.3                          | 31 208                                    | 11 546                                        | 2.2 %               | 3.0 %                  | 0004.6 %                  | 14.4 %                                              |
| 2020 | ▼107.658                      | 4 651.4                      | 1 488.6                          | 31 815                                    | 10 182                                        | -2.7 %              | 4.9 %                  | 0005.8 %                  | 19.8 %                                              |
| 2021 | ▲134.728                      | 5 732.4                      | 1 829.0                          | 38 946                                    | 12 426                                        | 5.9 %               | 8.4 %                  | 0004.8 %                  | 17.4 %                                              |
| 2022 | ▲156.941                      | 6 009.1                      | 2 285.0                          | 40 974                                    | 15 580                                        | -1.4 %              | 11.9 %                 | 0004.0 %                  | 16.3 %                                              |
| 2023 | ▲176.414                      | 6 452.3                      | 2 063.2                          | 44 112                                    | 14 105                                        | 4.1 %               | 7.4 %                  | 0003.2 %                  | 16.2 %                                              |
| 2024 | ▲201 152                      | 6 921.3                      | 2 173.0                          | 47 405                                    | 14 889                                        | 4.3 %               | 9.5 %                  | 0002.5 %                  | 15.9 %                                              |

Страны бывшего СССР в списке ВВП (по ППС) на душу населения за 2024 год по данным МВФ:
| Государство  | Место | $ в год на человека |
| ------------ | ----- | ------------------- |
| Литва        | 35    | 54 414              |
| Эстония      | 42    | 49 334              |
| Россия       | 43    | 47 405              |
| Латвия       | 47    | 43 867              |
| Казахстан    | 50    | 40 813              |
| Беларусь     | 62    | 33 006              |
| Грузия       | 70    | 28 418              |
| Азербайджан  | 77    | 25 089              |
| Армения      | 79    | 22 823              |
| Туркменистан | 83    | 20 408              |
| Украина      | 91    | 18 551              |
| Молдавия     | 94    | 18 717              |
| Узбекистан   | 119   | 11 879              |
| Киргизстан   | 136   | 8 009               |
| Таджикистан  | 150   | 5 406               |